# Jerónimo Arango
Jerónimo Julio Arango Arias (México; 17 de noviembre de 1925-4 de abril de 2020) fue un empresario mexicano, cofundador de la cadena de supermercados Aurrerá. Junto con sus hermanos Plácido y Manuel Arango son tres de los hombres más acaudalados de México.

## Biografía
Nacido en 1925, era hijo de un inmigrante asturiano, Jerónimo Arango Díaz.
Arango fundó en 1958, junto con sus dos hermanos menores Manuel y Plácido, las tiendas de descuento Aurrerá. Tras un viaje a Nueva York, donde presenció largas filas de gente esperando obtener descuentos en tiendas, decidió abrir un negocio de venta con descuentos, enfatizando el bajo costo sobre otros aspectos. Gracias a esto surgió Servicios Corporativos junto las próximas creaciones de Jerónimo Arango Arias como Vips en el año 1964, Suburbia en 1970 y El Portón durante el año 1972.
Las tiendas florecieron, hasta el punto de que su compañía familiar subsidiaria Servicios Corporativos llamó a pasarse  Grupo Cifra, el cual consiguió abarcar la mayor cadena de supermercados de México, incluyendo las tiendas Aurrerá y Superama, así como los restaurantes (Vips y El Portón) y las tiendas de ropa (Suburbia), posteriormente creó demás marcas comerciales como "Fratti", "Bon Savor", "El Gran Bazar" y "BONS" que finalmente llegaron a pasarse a Vips y Aurrerá luego de un corto plazo en el Grupo Cifra.
En 1991 Arango se asoció con el imperio Walmart de Sam Walton, facilitando la entrada de las tiendas Walmart a México. La cadena mexicana fue rebautizada como Cifra-Walmart y hasta 1997 que fue llamada como Walmart de México y se convirtió en el punto de inicio de la expansión de la misma Walmart en México. En 1997 la familia Arango decidió vender la mayoría de las acciones de Grupo Cifra a Walmart.
En 2009 su fortuna, estimada por la revista Forbes era de 3400 millones de dólares. Diez años después, la misma revista ascendió su fortuna hasta los 4300 millones de dólares.